# Пурьев
Пурьев — сельский посёлок в Первомайском районе Нижегородской области. Входит в состав Петровского сельсовета.
Посёлок располагается на левом берегу реки Алатыря.